# 번엽
번엽(樊曄, ? ~ ?)은 후한 초기의 관료로, 자는 중화(仲華)이며, 남양군 신야현(新野縣) 사람이다.

## 생애
광무제와 어려서 함께 놀던 사이로, 건무 초기에 부름을 받아 시어사(侍御史)가 되고 하동도위로 전출되었다.
예전에 광무제가 한미하였을 때 신야의 감옥에 갇힌 적이 있었는데, 이때 시장의 아전이었던 번엽은 광무제에게 사식 한 곽을 넣어주었다. 광무제는 이를 고맙게 여겨 황제가 된 후 번엽에게 식사를 대접하였고, 함께 수레에 태워주기도 하고 의복도 하사하였다. 그러고는 농담으로 말하였다.
| “ | 곽 하나로 도위가 된 기분이 어떠한가? | ” |

번엽은 고개를 조아려 감사를 표하였다.
임지에 도착한 번엽은 군의 호족 마적광(馬適匡) 등을 주살하고 도적을 토벌하였고, 관리와 백성들은 그를 두려워하였다. 번엽은 몇 년 후 양주목(楊州牧)으로 전임되었고, 백성들에게 농사와 나무 심기를 가르쳤다. 십여년 후 법에 걸려 적장(積長)으로 좌천되었다.
외효가 멸망한 후 농우(隴右)일대가 불안정하였다. 조서를 받들어 천수태수가 된 번엽은 임지를 엄히 다스리고 신불해·한비의 법을 좋아하여 선악을 판단하였다. 법을 어긴 이는 살아서 감옥을 나오지 못하니, 관리와 백성들은 물론 오랑캐들까지 번엽을 두려워하였고, 길에 물건이 떨어져 있어도 줍는 이가 없었다.
번엽은 14년간 천수를 다스리다가 죽었다. 영평 연간에 명제는 생전에 번엽이 천수를 잘 다스려 그에 필적하는 자가 없음을 기특히 여겨, 번엽의 집안에 백만 전을 하사였다. 아들 번융(樊融) 또한 재능이 있었으나, 황로학을 좋아하여 벼슬하지 않았다.

## 출전
- 범엽, 《후한서》 권77 혹리열전